# Letrot Open des Regions - 4 ans
Letrot Open des Regions - 4 ans är ett travlopp för fyraåriga varmblodiga hingstar och ston som körs på Vincennesbanan i Paris i Frankrike varje år i december. Det är ett Grupp 3-lopp, det vill säga ett lopp av tredje högsta internationella klass. Loppet körs över distansen 2850 meter och förstapriset är 36 000 euro.
Under samma dag körs även motsvarande lopp för tre- och femåriga hästar Letrot Open des Regions - 3 ans och Letrot Open des Regions - 5 ans.

## Vinnare
| År   | Häst              | Efter              | Kusk               | Tränare             | Tid    |
| ---- | ----------------- | ------------------ | ------------------ | ------------------- | ------ |
| 2024 | Krooner d'Héripré | Rolling d'Héripré  | Romain Derieux     | Romain Derieux      | 1.13,7 |
| 2023 | Jingle du Pont    | Niky               | Nicolas Bazire     | Jean-Michel Bazire  | 1.14,7 |
| 2022 | Ino du Lupin      | Scipion du Goutier | Antoine Wiels      | Jean-Paul Marmion   | 1.13,0 |
| 2021 | Helios des Arcs   | Kaiser Soze        | Anthony Barrier    | Vincent Gouin       | 1.13,6 |
| 2020 | Ganay de Banville | Jasmin de Flore    | Jean-Michel Bazire | Jean-Michel Bazire  | 1.13,5 |
| 2019 | Fifty Black       | Ni Ho Ped d'Ombree | Anthony Barrier    | Alain Henri Robin   | 1.14,0 |
| 2018 | Evrik du Guez     | Un Mec d'Héripré   | Jean-Michel Bazire | Jean-Michel Bazire  | 1.14,1 |
| 2017 | Danse d'Etang     | Un Amour d'Haufor  | Christian Bigeon   | Christian Bigeon    | 1.14,4 |
| 2016 | Callijo Delbi     | Rieussec           | Franck Nivard      | Jean-Marie Roubaud  | 1.14,6 |
| 2015 | Big Boss          | Qualmio de Vandel  | Matthieu Abrivard  | Hervé Chauve-Laffay | 1.14,9 |
| 2014 | Aufor de Mire     | Notre Haufor       | Christian Bigeon   | Christian Bigeon    | 1.15,0 |
| 2013 | Viva Island       | Goetmals Wood      | Jean-Pierre Dubois | Jean-Pierre Dubois  | 1.16,2 |